# Монтгомері Тауншип (округ Монтгомері, Пенсільванія)
Монтгомері Тауншип (англ. Montgomery Township) — селище (англ. township) в США, в окрузі Монтгомері штату Пенсільванія. Населення — 25 862 особи (2020).

## Демографія
Згідно з переписом 2010 року, у селищі мешкало 24 790 осіб у 9207 домогосподарствах у складі 6685 родин. Було 9467 помешкань
Расовий склад населення:
| - 76,7 % — білих - 16,6 % — азіатів - 4,6 % — чорних або афроамериканців - 0,1 % — корінних американців |

До двох чи більше рас належало 1,6 %. Частка іспаномовних становила 2,2 % від усіх жителів.
За віковим діапазоном населення розподілялося таким чином: 25,4 % — особи молодші 18 років, 61,5 % — особи у віці 18—64 років, 13,1 % — особи у віці 65 років та старші. Медіана віку мешканця становила 41,3 року. На 100 осіб жіночої статі у селищі припадало 92,5 чоловіків;  на 100 жінок у віці від 18 років та старших — 88,1 чоловіків також старших 18 років.
Середній дохід на одне домашнє господарство  становив 122 836 доларів США (медіана — 101 369), а середній дохід на одну сім'ю — 142 606 доларів (медіана — 123 996). Медіана доходів становила 77 971 долар для чоловіків та 61 333 долари для жінок. За межею бідності перебувало 3,9 % осіб, у тому числі 4,1 % дітей у віці до 18 років та 4,3 % осіб у віці 65 років та старших.
Цивільне працевлаштоване населення становило 13 774 особи. Основні галузі зайнятості: освіта, охорона здоров'я та соціальна допомога — 24,8 %, науковці, спеціалісти, менеджери — 16,8 %, виробництво — 15,4 %.